# Joseph Mohr
Joseph Franz Mohr (Salisburgo, 11 dicembre 1792 – Wagrain, 4 dicembre 1848) è stato un prete austriaco, autore del testo della celebre canzone natalizia Stille Nacht.

## Biografia
Josef Franz Mohr nacque a Salisburgo l'11 dicembre 1792 da una ricamatrice, Anna Schoiberin, e da un soldato mercenario, Franz Mohr, originario di Mariapfarr nel distretto di Lungau, che abbandonò la madre di Joseph prima della sua nascita. La donna abitò con i suoi quattro bambini illegittimi nella casa ribattezzata Noestlerhaus alla Steingasse 31.
Grazie al sostegno del reverendo Johann Nepomuk Hiernle, Joseph ebbe la possibilità di frequentare l'università. Tra il 1808 ed il 1810 studiò filosofia al liceo dell'abbazia benedettina di Kremsmünster (Alta Austria), mentre dal 1810 al 1811 frequentò ancora il liceo spostandosi a Salisburgo. Nel 1811 entrò in seminario dove terminò gli studi il 21 agosto 1815 con l'ordinazione sacerdotale.
Joseph Mohr fu il curato della parrocchia di Mariapfarr (città di origine del padre) dal 1815 al 1817 e qui nel 1816 scrisse i versi di Stille Nacht!, destinata a diventare una delle canzoni natalizie più popolari di tutti i tempi.
Si trasferì a Oberndorf  nel 1817, rimanendovi due anni. Qui, Mohr chiese all'insegnante di musica Franz Xaver Gruber di comporre la melodia delle sestine che aveva scritto a Mariapfarr con accompagnamento di chitarra: nacque così Stille Nacht!, che venne eseguita durante la messa di mezzanotte del 24 dicembre 1818. Nel giro di pochi anni, la canzone si diffuse nelle chiese della diocesi di Salisburgo. 
Fino al 2006 si ritenne che Mohr e Gruber non avessero collaborato alla realizzazione di altre canzoni. Ma un'altra composizione è stata individuata nell'archivio della parrocchia di Wagrain: il Te Deum con le parole di Joseph Morh e la melodia di Franz Gruber può essere ascoltata in una mostra audio al Museo Waggerl di Wagrain.
Mohr, persona molto generosa, donò gran parte del suo salario in opere caritatevoli: si trasferì in diversi luoghi stabilendosi definitivamente a Wagrain quale parroco di paese e fondando una scuola per bambini. Creò un fondo per consentire ai bambini poveri di frequentare la scuola e istituì un'organizzazione per la cura degli anziani.
Padre Mohr morì in seguito a una crisi polmonare il 4 dicembre del 1848. La scuola del paese porta il suo nome e la sua tomba è ancora presente nel cimitero presso la chiesa. Una targa commemorativa che dettaglia la vita di Joseph Mohr è collocata lungo il passaggio che collega la chiesa alla canonica dove viveva.
Nel 2006, il museo Karl Heinrich Waggerl ha allestito in suo onore una mostra permanente: Joseph Mohr - Parroco di Wagrain.